# NGC 4835
NGC 4835 é uma galáxia espiral barrada (SBbc) localizada na direção da constelação de Centaurus. Possui uma declinação de -46° 15' 54" e uma ascensão recta de 12 horas, 58 minutos e 07,7 segundos.
A galáxia NGC 4835 foi descoberta em 3 de Junho de 1834 por John Herschel.